# Sant’Angelo Lodigiano
Sant’Angelo Lodigiano – miejscowość i gmina we Włoszech, w regionie Lombardia, w prowincji Lodi, położona nad rzeką Lambro.
Według danych na rok 2004 gminę zamieszkiwały 12 074 osoby, 603,7 os./km².